# Collegio elettorale di Pavia (Regno d'Italia)
Il collegio elettorale di Pavia è stato un collegio elettorale uninominale e di lista del Regno d'Italia per l'elezione della Camera dei deputati.

## Storia
Il collegio uninominale venne istituito, insieme ad altri 442, tramite regio decreto 17 dicembre 1860, n. 4513.
Successivamente divenne collegio plurinominale tramite regio decreto 24 settembre 1882, n. 999, in seguito alla riforma che stabilì complessivamente 135 collegi elettorali.
Tornò poi ad essere un collegio uninominale tramite regio decreto 14 giugno 1891, n. 280, in seguito alla riforma che stabilì complessivamente 508 collegi elettorali.
In seguito divenne un collegio con scrutinio di lista con sistema proporzionale tramite regio decreto 10 settembre 1919, n. 1576, in seguito alla riforma che definì 54 collegi elettorali.
Fu soppresso nel 1921 in seguito alla riforma che definì 40 collegi elettorali.
| Legislature           | VIII | IX   | X    | XI   | XII  | XIII | XIV  | XV   | XVI  | XVII | XVIII | XIX  | XX   | XXI  | XXII | XXIII | XXIV | XXV  | XXVI | XXVII | XXVIII | XXIX | XXX  |
| --------------------- | ---- | ---- | ---- | ---- | ---- | ---- | ---- | ---- | ---- | ---- | ----- | ---- | ---- | ---- | ---- | ----- | ---- | ---- | ---- | ----- | ------ | ---- | ---- |
| Elezioni              | 1861 | 1865 | 1867 | 1870 | 1874 | 1876 | 1880 | 1882 | 1886 | 1890 | 1892  | 1895 | 1897 | 1900 | 1904 | 1909  | 1913 | 1919 | 1921 | 1924  | 1929   | 1934 | 1939 |
| Deputati nel collegio | 1    | 1    | 1    | 1    | 1    | 1    | 1    | 5    | 5    | 5    | 1     | 1    | 1    | 1    | 1    | 1     | 1    | 8    |      |       |        |      |      |
|                       |      |      |      |      |      |      |      |      |      |      |       |      |      |      |      |       |      |      |      |       |        |      |      |
| Totale eletti         | 443  | 493  | 493  | 508  | 508  | 508  | 508  | 508  | 508  | 508  | 508   | 508  | 508  | 508  | 508  | 508   | 508  | 508  | 535  | 535   | 400    | 400  |      |
| Numero collegi        | 443  | 493  | 493  | 508  | 508  | 508  | 508  | 135  | 135  | 135  | 508   | 508  | 508  | 508  | 508  | 508   | 508  | 54   | 40   | 15    | 1      | 1    |      |

## Territorio
Il collegio di Pavia uninominale (1861-1881) era costituito dai due mandamenti di Pavia (città e campagna) e dal mandamento di Bereguardo (meno i comuni a est del Naviglio Pavese: Baselica Bologna, Carpignano, Giussago e Turago Bordone, che appartenevano al collegio di Corteolona).
Venne formato unendo i due precedenti collegi del Regno di Sardegna di Pavia I e Pavia II.
Nel 1882, con la creazione dei collegi plurinominali, vennero uniti al collegio di Pavia (Pavia I)  tutti quelli della provincia di Pavia a nord del Po, cioè i collegi di Corteolona, Sannazzaro de' Burgondi, Mortara e Vigevano.
Nel 1891  venne ripristinato il collegio uninominale. Nel nuovo riparto comprendeva i comuni di Bascapè, Borgarello, Bornasco, Landriano, Mirabello ed Uniti di Pavia, S. Genesio, Siziano, Torre del Mangano, Torre d'Isola, Torrevecchia Pia, Vidigulfo, Zeccone, Bereguardo, Battuda, Casorate Primo, Marcignago, Rognano, Torriano, Trivolzio, Trovo, Vellezzo Bellini; coincideva dunque con il vecchio territorio del collegio.
Nel 1919 Pavia divenne capoluogo del collegio comprendente l'intera provincia; nel 1921 la provincia fu inglobata nel collegio di Milano.

## Dati elettorali
Nel collegio si svolsero elezioni per diciotto legislature.

### VIII legislatura
Le votazioni si svolsero in 443 collegi uninominali a doppio turno. Come previsto dalla legge elettorale del 17 dicembre 1860, era eletto al primo turno il candidato che «riunisce in suo favore più del terzo dei voti del total numero dei membri componenti il collegio e più della metà dei suffragi dati dai votanti presenti all'adunanza» (art. 91). Se nessun candidato era eletto, al ballottaggio tra i due candidati con più voti era eletto chi otteneva il maggior numero di voti (art. 92) o, in caso di ugual numero di voti, il maggiore d'età (art. 93).
Fu eletto Giovanni Maj, che prevalse su Benedetto Cairoli.
| Partito                            | Partito                            | Candidato                          | Primo turno 27 gennaio 1861 | Primo turno 27 gennaio 1861 | Ballottaggio 3 febbraio 1861 | Ballottaggio 3 febbraio 1861 |
| Partito                            | Partito                            | Candidato                          | Voti                        | %                           | Voti                         | %                            |
| ---------------------------------- | ---------------------------------- | ---------------------------------- | --------------------------- | --------------------------- | ---------------------------- | ---------------------------- |
|                                    | —                                  | Giovanni Maj                       | 433                         | 66,41                       | 420                          | 57,93                        |
|                                    | Sinistra storica                   | Benedetto Cairoli                  | 219                         | 33,59                       | 305                          | 42,07                        |
|                                    |                                    |                                    |                             |                             |                              |                              |
| Iscritti                           | Iscritti                           | Iscritti                           | 1 345                       | 100,00                      | 1 345                        | 100,00                       |
| ↳ Votanti (% su iscritti)          | ↳ Votanti (% su iscritti)          | ↳ Votanti (% su iscritti)          | 679                         | 50,48                       | 735                          | 54,65                        |
| ↳ Voti validi (% su votanti)       | ↳ Voti validi (% su votanti)       | ↳ Voti validi (% su votanti)       | 652                         | 96,02                       | 725                          | 98,64                        |
| ↳ Schede non valide (% su votanti) | ↳ Schede non valide (% su votanti) | ↳ Schede non valide (% su votanti) | 27                          | 3,98                        | 10                           | 1,36                         |
| ↳ Astenuti (% su iscritti)         | ↳ Astenuti (% su iscritti)         | ↳ Astenuti (% su iscritti)         | 666                         | 49,52                       | 610                          | 45,35                        |

### IX legislatura
Le votazioni si svolsero in 493 collegi uninominali a doppio turno con la stessa normativa precedente (al primo turno un numero di voti maggiore di un terzo degli iscritti al voto).
Fu eletto Benedetto Cairoli.
| Partito                            | Partito                            | Candidato                          | Risultati 22 ottobre 1865 | Risultati 22 ottobre 1865 |
| Partito                            | Partito                            | Candidato                          | Voti                      | %                         |
| ---------------------------------- | ---------------------------------- | ---------------------------------- | ------------------------- | ------------------------- |
|                                    | Sinistra storica                   | Benedetto Cairoli                  | 598                       | 63,75                     |
|                                    | —                                  | Giovanni Zanini                    | 340                       | 36,25                     |
|                                    |                                    |                                    |                           |                           |
| Iscritti                           | Iscritti                           | Iscritti                           | 1 752                     | 100,00                    |
| ↳ Votanti (% su iscritti)          | ↳ Votanti (% su iscritti)          | ↳ Votanti (% su iscritti)          | 975                       | 55,65                     |
| ↳ Voti validi (% su votanti)       | ↳ Voti validi (% su votanti)       | ↳ Voti validi (% su votanti)       | 938                       | 96,21                     |
| ↳ Schede non valide (% su votanti) | ↳ Schede non valide (% su votanti) | ↳ Schede non valide (% su votanti) | 37                        | 3,79                      |
| ↳ Astenuti (% su iscritti)         | ↳ Astenuti (% su iscritti)         | ↳ Astenuti (% su iscritti)         | 777                       | 44,35                     |

### X legislatura
Le votazioni si svolsero in 493 collegi uninominali a doppio turno con la stessa normativa precedente (al primo turno un numero di voti maggiore di un terzo degli iscritti al voto).
Fu eletto Benedetto Cairoli.
| Partito                            | Partito                            | Candidato                          | Risultati 10 marzo 1867 | Risultati 10 marzo 1867 |
| Partito                            | Partito                            | Candidato                          | Voti                    | %                       |
| ---------------------------------- | ---------------------------------- | ---------------------------------- | ----------------------- | ----------------------- |
|                                    | Sinistra storica                   | Benedetto Cairoli                  | 651                     | 68,96                   |
|                                    | —                                  | Camillo Brambilla                  | 293                     | 31,04                   |
|                                    |                                    |                                    |                         |                         |
| Iscritti                           | Iscritti                           | Iscritti                           | 1 799                   | 100,00                  |
| ↳ Votanti (% su iscritti)          | ↳ Votanti (% su iscritti)          | ↳ Votanti (% su iscritti)          | 970                     | 53,92                   |
| ↳ Voti validi (% su votanti)       | ↳ Voti validi (% su votanti)       | ↳ Voti validi (% su votanti)       | 944                     | 97,32                   |
| ↳ Schede non valide (% su votanti) | ↳ Schede non valide (% su votanti) | ↳ Schede non valide (% su votanti) | 26                      | 2,68                    |
| ↳ Astenuti (% su iscritti)         | ↳ Astenuti (% su iscritti)         | ↳ Astenuti (% su iscritti)         | 829                     | 46,08                   |

### XI legislatura
Le votazioni si svolsero in 508 collegi uninominali a doppio turno con la normativa del 1860 (al primo turno un numero di voti maggiore di un terzo degli iscritti al voto).
Fu eletto Benedetto Cairoli.
| Partito                            | Partito                            | Candidato                          | Primo turno 20 novembre 1870 | Primo turno 20 novembre 1870 | Ballottaggio 27 novembre 1870 | Ballottaggio 27 novembre 1870 |
| Partito                            | Partito                            | Candidato                          | Voti                         | %                            | Voti                          | %                             |
| ---------------------------------- | ---------------------------------- | ---------------------------------- | ---------------------------- | ---------------------------- | ----------------------------- | ----------------------------- |
|                                    | Sinistra storica                   | Benedetto Cairoli                  | 549                          | 82,06                        | 593                           | 85,94                         |
|                                    | —                                  | Giovanni Cantoni                   | 120                          | 17,94                        | 97                            | 14,06                         |
|                                    |                                    |                                    |                              |                              |                               |                               |
| Iscritti                           | Iscritti                           | Iscritti                           | 1 846                        | 100,00                       | 1 846                         | 100,00                        |
| ↳ Votanti (% su iscritti)          | ↳ Votanti (% su iscritti)          | ↳ Votanti (% su iscritti)          | 685                          | 37,11                        | 693                           | 37,54                         |
| ↳ Voti validi (% su votanti)       | ↳ Voti validi (% su votanti)       | ↳ Voti validi (% su votanti)       | 669                          | 97,66                        | 690                           | 99,57                         |
| ↳ Schede non valide (% su votanti) | ↳ Schede non valide (% su votanti) | ↳ Schede non valide (% su votanti) | 16                           | 2,34                         | 3                             | 0,43                          |
| ↳ Astenuti (% su iscritti)         | ↳ Astenuti (% su iscritti)         | ↳ Astenuti (% su iscritti)         | 1 161                        | 62,89                        | 1 153                         | 62,46                         |

### XII legislatura
Le votazioni si svolsero in 508 collegi uninominali a doppio turno con la normativa del 1860 (al primo turno un numero di voti maggiore di un terzo degli iscritti al voto).
Fu eletto Benedetto Cairoli.
| Partito                            | Partito                            | Candidato                          | Primo turno 8 novembre 1874 | Primo turno 8 novembre 1874 | Ballottaggio 15 novembre 1874 | Ballottaggio 15 novembre 1874 |
| Partito                            | Partito                            | Candidato                          | Voti                        | %                           | Voti                          | %                             |
| ---------------------------------- | ---------------------------------- | ---------------------------------- | --------------------------- | --------------------------- | ----------------------------- | ----------------------------- |
|                                    | Sinistra storica                   | Benedetto Cairoli                  | 576                         | 98,46                       | 539                           | 85,15                         |
|                                    | —                                  | Camillo Brambilla                  | 9                           | 1,54                        | 94                            | 14,85                         |
|                                    |                                    |                                    |                             |                             |                               |                               |
| Iscritti                           | Iscritti                           | Iscritti                           | 1 894                       | 100,00                      | 1 894                         | 100,00                        |
| ↳ Votanti (% su iscritti)          | ↳ Votanti (% su iscritti)          | ↳ Votanti (% su iscritti)          | 602                         | 31,78                       | 637                           | 33,63                         |
| ↳ Voti validi (% su votanti)       | ↳ Voti validi (% su votanti)       | ↳ Voti validi (% su votanti)       | 585                         | 97,18                       | 633                           | 99,37                         |
| ↳ Schede non valide (% su votanti) | ↳ Schede non valide (% su votanti) | ↳ Schede non valide (% su votanti) | 17                          | 2,82                        | 4                             | 0,63                          |
| ↳ Astenuti (% su iscritti)         | ↳ Astenuti (% su iscritti)         | ↳ Astenuti (% su iscritti)         | 1 292                       | 68,22                       | 1 257                         | 66,37                         |

### XIII legislatura
Le votazioni si svolsero in 508 collegi uninominali a doppio turno con la normativa del 1860 (al primo turno un numero di voti maggiore di un terzo degli iscritti al voto).
Fu eletto Benedetto Cairoli. A seguito della nomina del Cairoli a Presidente del Consiglio, il 24 marzo 1878 decadde automaticamente dalla carica di deputato. Nell'elezione suppletiva venne rieletto senza alcun competitore. A seguito di una nuova nomina a Presidente del Consiglio, il 14 luglio 1879, il Cairoli decadde nuovamente ma fu ancora rieletto nella nuova elezione suppletiva.
| Partito                            | Partito                            | Candidato                          | Risultati 5 novembre 1876 | Risultati 5 novembre 1876 |
| Partito                            | Partito                            | Candidato                          | Voti                      | %                         |
| ---------------------------------- | ---------------------------------- | ---------------------------------- | ------------------------- | ------------------------- |
|                                    | Sinistra storica                   | Benedetto Cairoli                  | 641                       | 99,53                     |
|                                    | —                                  | Bernardo Arnaboldi                 | 3                         | 0,47                      |
|                                    |                                    |                                    |                           |                           |
| Iscritti                           | Iscritti                           | Iscritti                           | 1 844                     | 100,00                    |
| ↳ Votanti (% su iscritti)          | ↳ Votanti (% su iscritti)          | ↳ Votanti (% su iscritti)          | 656                       | 35,57                     |
| ↳ Voti validi (% su votanti)       | ↳ Voti validi (% su votanti)       | ↳ Voti validi (% su votanti)       | 644                       | 98,17                     |
| ↳ Schede non valide (% su votanti) | ↳ Schede non valide (% su votanti) | ↳ Schede non valide (% su votanti) | 12                        | 1,83                      |
| ↳ Astenuti (% su iscritti)         | ↳ Astenuti (% su iscritti)         | ↳ Astenuti (% su iscritti)         | 1 188                     | 64,43                     |

| Partito                            | Partito                            | Candidato                          | Risultati 14 aprile 1878 | Risultati 14 aprile 1878 |
| Partito                            | Partito                            | Candidato                          | Voti                     | %                        |
| ---------------------------------- | ---------------------------------- | ---------------------------------- | ------------------------ | ------------------------ |
|                                    | Sinistra storica                   | Benedetto Cairoli                  | 697                      | 100,00                   |
|                                    |                                    |                                    |                          |                          |
| Iscritti                           | Iscritti                           | Iscritti                           | 1 846                    | 100,00                   |
| ↳ Votanti (% su iscritti)          | ↳ Votanti (% su iscritti)          | ↳ Votanti (% su iscritti)          | 708                      | 38,35                    |
| ↳ Voti validi (% su votanti)       | ↳ Voti validi (% su votanti)       | ↳ Voti validi (% su votanti)       | 697                      | 98,45                    |
| ↳ Schede non valide (% su votanti) | ↳ Schede non valide (% su votanti) | ↳ Schede non valide (% su votanti) | 11                       | 1,55                     |
| ↳ Astenuti (% su iscritti)         | ↳ Astenuti (% su iscritti)         | ↳ Astenuti (% su iscritti)         | 1 138                    | 61,65                    |

| Partito                            | Partito                            | Candidato                          | Risultati 3 agosto 1879 | Risultati 3 agosto 1879 |
| Partito                            | Partito                            | Candidato                          | Voti                    | %                       |
| ---------------------------------- | ---------------------------------- | ---------------------------------- | ----------------------- | ----------------------- |
|                                    | Sinistra storica                   | Benedetto Cairoli                  | 785                     | 100,00                  |
|                                    |                                    |                                    |                         |                         |
| Iscritti                           | Iscritti                           | Iscritti                           | 1 790                   | 100,00                  |
| ↳ Votanti (% su iscritti)          | ↳ Votanti (% su iscritti)          | ↳ Votanti (% su iscritti)          | 797                     | 44,53                   |
| ↳ Voti validi (% su votanti)       | ↳ Voti validi (% su votanti)       | ↳ Voti validi (% su votanti)       | 785                     | 98,49                   |
| ↳ Schede non valide (% su votanti) | ↳ Schede non valide (% su votanti) | ↳ Schede non valide (% su votanti) | 12                      | 1,51                    |
| ↳ Astenuti (% su iscritti)         | ↳ Astenuti (% su iscritti)         | ↳ Astenuti (% su iscritti)         | 993                     | 55,47                   |

### XIV legislatura
Le votazioni si svolsero in 508 collegi uninominali a doppio turno con la normativa del 1860 (al primo turno un numero di voti maggiore di un terzo degli iscritti al voto).
Fu eletto Benedetto Cairoli.
| Partito                            | Partito                            | Candidato                          | Risultati 16 maggio 1880 | Risultati 16 maggio 1880 |
| Partito                            | Partito                            | Candidato                          | Voti                     | %                        |
| ---------------------------------- | ---------------------------------- | ---------------------------------- | ------------------------ | ------------------------ |
|                                    | Sinistra storica                   | Benedetto Cairoli                  | 742                      | 99,20                    |
|                                    | —                                  | Bernardo Arnaboldi                 | 3                        | 0,40                     |
|                                    | —                                  | Camillo Brambilla                  | 3                        | 0,40                     |
|                                    |                                    |                                    |                          |                          |
| Iscritti                           | Iscritti                           | Iscritti                           | 1 768                    | 100,00                   |
| ↳ Votanti (% su iscritti)          | ↳ Votanti (% su iscritti)          | ↳ Votanti (% su iscritti)          | 975                      | 55,15                    |
| ↳ Voti validi (% su votanti)       | ↳ Voti validi (% su votanti)       | ↳ Voti validi (% su votanti)       | 748                      | 76,72                    |
| ↳ Schede non valide (% su votanti) | ↳ Schede non valide (% su votanti) | ↳ Schede non valide (% su votanti) | 227                      | 23,28                    |
| ↳ Astenuti (% su iscritti)         | ↳ Astenuti (% su iscritti)         | ↳ Astenuti (% su iscritti)         | 793                      | 44,85                    |

### XV legislatura
Le votazioni si svolsero in 135 collegi plurinominali a doppio turno. Come previsto dalla legge elettorale politica del 24 settembre 1882, erano eletti al primo turno i candidati che «hanno ottenuto il maggior numero di voti, purché questo numero oltrepassi l'ottavo del numero degli elettori iscritti» (art. 74) secondo il numero di deputati previsto per il collegio; se il numero di eletti era inferiore al numero di deputati, il ballottaggio era tra i non eletti (in numero doppio rispetto ai deputati ancora da eleggere) che avevano il maggior numero di voti (art. 75) ed era eletto chi otteneva il maggior numero di voti nella seconda votazione (art. 77) oppure, in caso di ugual numero di voti, il maggiore d'età (art. 78).
Nel collegio plurinominale di Pavia I, che eleggeva cinque deputati, furono eletti (in ordine di numero di voti): Benedetto Cairoli, Emanuele d'Adda, Pasquale Valsecchi, Filippo Cavallini, Bernardo Arnaboldi.
A seguito della nomina a senatore del deputato Valsecchi il 22 ottobre 1885, nelle elezioni suppletive per il posto vacante fu eletto Pietro Sbarbaro.
| Partito                    | Partito                    | Candidato                  | Risultati 28 ottobre 1882 | Risultati 28 ottobre 1882 |
| Partito                    | Partito                    | Candidato                  | Voti                      | %                         |
| -------------------------- | -------------------------- | -------------------------- | ------------------------- | ------------------------- |
|                            | Sinistra storica           | Benedetto Cairoli          | 12 090                    | 70,42                     |
|                            | Ministeriali               | Emanuele D'Adda            | 8 194                     | 47,73                     |
|                            | Ministeriali               | Pasquale Valsecchi         | 8 077                     | 47,05                     |
|                            | Ministeriali               | Filippo Cavallini          | 6 590                     | 38,39                     |
|                            | Ministeriali               | Bernardo Arnaboldi         | 6 231                     | 36,29                     |
|                            | Estrema sinistra storica   | Felice Cavallotti          | 5 570                     | 32,44                     |
|                            | —                          | Luigi Della Croce          | 4 647                     | 27,07                     |
|                            | —                          | Giacomo Locatelli          | 2 853                     | 16,62                     |
|                            | —                          | Luigi Plezza               | 86                        | 0,50                      |
|                            |                            |                            |                           |                           |
| Iscritti                   | Iscritti                   | Iscritti                   | 25 738                    | 100,00                    |
| ↳ Votanti (% su iscritti)  | ↳ Votanti (% su iscritti)  | ↳ Votanti (% su iscritti)  | 17 168                    | 66,70                     |
| ↳ Astenuti (% su iscritti) | ↳ Astenuti (% su iscritti) | ↳ Astenuti (% su iscritti) | 8 570                     | 33,30                     |

| Partito                    | Partito                    | Candidato                  | Risultati 27 dicembre 1885 | Risultati 27 dicembre 1885 |
| Partito                    | Partito                    | Candidato                  | Voti                       | %                          |
| -------------------------- | -------------------------- | -------------------------- | -------------------------- | -------------------------- |
|                            | —                          | Pietro Sbarbaro            | 8 153                      | 55,75                      |
|                            | —                          | Luigi Della Croce          | 3 621                      | 24,76                      |
|                            | —                          | Giuseppe Reminolfi         | 2 219                      | 15,17                      |
|                            |                            |                            |                            |                            |
| Iscritti                   | Iscritti                   | Iscritti                   | 27 531                     | 100,00                     |
| ↳ Votanti (% su iscritti)  | ↳ Votanti (% su iscritti)  | ↳ Votanti (% su iscritti)  | 14 624                     | 53,12                      |
| ↳ Astenuti (% su iscritti) | ↳ Astenuti (% su iscritti) | ↳ Astenuti (% su iscritti) | 12 907                     | 46,88                      |

### XVI legislatura
Le votazioni si svolsero in 135 collegi plurinominali a doppio turno con la normativa del 1882 (al primo turno un numero di voti maggiore di un ottavo degli iscritti al voto).
Nel collegio plurinominale di Pavia I, che eleggeva cinque deputati, furono eletti (in ordine di numero di voti): Benedetto Cairoli, Emanuele d'Adda, Filippo Cavallini, Bernardo Arnaboldi, Felice Cavallotti. Poiché il deputato Cavallotti, eletto anche a Milano, optò per quel collegio in data 25 giugno 1886, si tenne l'elezione suppletiva in cui fu eletto Gaetano Calvi. A seguito poi della morte dell'onorevole Cairoli l'8 agosto 1889, nella successiva elezione suppletiva fu eletto nuovamente Pietro Sbarbaro.
| Partito                    | Partito                    | Candidato                  | Risultati 23 maggio 1886 | Risultati 23 maggio 1886 |
| Partito                    | Partito                    | Candidato                  | Voti                     | %                        |
| -------------------------- | -------------------------- | -------------------------- | ------------------------ | ------------------------ |
|                            | Sinistra storica           | Benedetto Cairoli          | 9 875                    | 65,20                    |
|                            | Ministeriali               | Emanuele D'Adda            | 7 973                    | 52,64                    |
|                            | Ministeriali               | Filippo Cavallini          | 7 483                    | 49,41                    |
|                            | Ministeriali               | Bernardo Arnaboldi         | 6 844                    | 45,19                    |
|                            | Estrema sinistra storica   | Felice Cavallotti          | 5 220                    | 34,47                    |
|                            | Estrema sinistra storica   | Carlo Cantoni              | 4 406                    | 29,09                    |
|                            | —                          | Luigi Passerini            | 3 929                    | 25,94                    |
|                            | —                          | Primo Volpi                | 2 007                    | 13,25                    |
|                            | —                          | Giuseppe Magnaghi          | 1 023                    | 6,75                     |
|                            | —                          | Giovanni Bosone            | 781                      | 5,16                     |
|                            | —                          | Augusto Dante              | 544                      | 3,59                     |
|                            |                            |                            |                          |                          |
| Iscritti                   | Iscritti                   | Iscritti                   | 27 287                   | 100,00                   |
| ↳ Votanti (% su iscritti)  | ↳ Votanti (% su iscritti)  | ↳ Votanti (% su iscritti)  | 15 145                   | 55,50                    |
| ↳ Astenuti (% su iscritti) | ↳ Astenuti (% su iscritti) | ↳ Astenuti (% su iscritti) | 12 142                   | 44,50                    |

| Partito                    | Partito                    | Candidato                  | Risultati 25 luglio 1886 | Risultati 25 luglio 1886 |
| Partito                    | Partito                    | Candidato                  | Voti                     | %                        |
| -------------------------- | -------------------------- | -------------------------- | ------------------------ | ------------------------ |
|                            | Ministeriali               | Gaetano Calvi              | 6 301                    | 44,55                    |
|                            | Estrema sinistra storica   | Carlo Cantoni              | 5 335                    | 37,72                    |
|                            | Ministeriali               | Domenico Pozzi             | 2 051                    | 14,50                    |
|                            |                            |                            |                          |                          |
| Iscritti                   | Iscritti                   | Iscritti                   | 27 194                   | 100,00                   |
| ↳ Votanti (% su iscritti)  | ↳ Votanti (% su iscritti)  | ↳ Votanti (% su iscritti)  | 14 144                   | 52,01                    |
| ↳ Astenuti (% su iscritti) | ↳ Astenuti (% su iscritti) | ↳ Astenuti (% su iscritti) | 13 050                   | 47,99                    |

| Partito                    | Partito                    | Candidato                  | Risultati 15 settembre 1889 | Risultati 15 settembre 1889 |
| Partito                    | Partito                    | Candidato                  | Voti                        | %                           |
| -------------------------- | -------------------------- | -------------------------- | --------------------------- | --------------------------- |
|                            | —                          | Pietro Sbarbaro            | 5 106                       | 36,10                       |
|                            | Estrema sinistra storica   | Carlo Cantoni              | 1 524                       | 10,77                       |
|                            | —                          | Emilio Pellegrini          | 728                         | 5,15                        |
|                            |                            |                            |                             |                             |
| Iscritti                   | Iscritti                   | Iscritti                   | 29 005                      | 100,00                      |
| ↳ Votanti (% su iscritti)  | ↳ Votanti (% su iscritti)  | ↳ Votanti (% su iscritti)  | 14 144                      | 48,76                       |
| ↳ Astenuti (% su iscritti) | ↳ Astenuti (% su iscritti) | ↳ Astenuti (% su iscritti) | 14 861                      | 51,24                       |

### XVII legislatura
Le votazioni si svolsero in 135 collegi plurinominali a doppio turno con la normativa del 1882 (al primo turno un numero di voti maggiore di un ottavo degli iscritti al voto).
Nel collegio plurinominale di Pavia I, che eleggeva cinque deputati, furono eletti Gaetano Calvi, Giuseppe Bonacossa, Filippo Cavallini, Emanuele d'Adda e Bernardo Arnaboldi. Poiché il deputato Arnaboldi, eletto anche nel collegio di Pavia II, optò per esso l'11 marzo 1891, si tenne l'elezione suppletiva in cui fu eletto Roberto Rampoldi.
| Partito                    | Partito                    | Candidato                  | Risultati 23 novembre 1890 | Risultati 23 novembre 1890 |
| Partito                    | Partito                    | Candidato                  | Voti                       | %                          |
| -------------------------- | -------------------------- | -------------------------- | -------------------------- | -------------------------- |
|                            | Ministeriali               | Gaetano Calvi              | 10 184                     | 62,83                      |
|                            | Ministeriali               | Giuseppe Bonacossa         | 9 274                      | 57,21                      |
|                            | Ministeriali               | Filippo Cavallini          | 7 725                      | 47,66                      |
|                            | Ministeriali               | Emanuele D'Adda            | 7 544                      | 46,54                      |
|                            | Ministeriali               | Bernardo Arnaboldi         | 6 647                      | 41,01                      |
|                            | Radicali                   | Roberto Rampoldi           | 5 285                      | 32,60                      |
|                            | Radicali                   | Angelo Alesina             | 3 721                      | 22,95                      |
|                            | —                          | Stefano Rolandi            | 1 805                      | 11,14                      |
|                            | —                          | Pietro Sbarbaro            | 1 301                      | 8,03                       |
|                            |                            |                            |                            |                            |
| Iscritti                   | Iscritti                   | Iscritti                   | 29 575                     | 100,00                     |
| ↳ Votanti (% su iscritti)  | ↳ Votanti (% su iscritti)  | ↳ Votanti (% su iscritti)  | 16 210                     | 54,81                      |
| ↳ Astenuti (% su iscritti) | ↳ Astenuti (% su iscritti) | ↳ Astenuti (% su iscritti) | 13 365                     | 45,19                      |

| Partito                    | Partito                    | Candidato                  | Risultati 12 aprile 1891 | Risultati 12 aprile 1891 |
| Partito                    | Partito                    | Candidato                  | Voti                     | %                        |
| -------------------------- | -------------------------- | -------------------------- | ------------------------ | ------------------------ |
|                            | Radicali                   | Roberto Rampoldi           | 7 672                    | 47,36                    |
|                            | Ministeriali               | Domenico Pozzi             | 6 989                    | 43,15                    |
|                            | —                          | Pietro Sbarbaro            | 633                      | 3,91                     |
|                            |                            |                            |                          |                          |
| Iscritti                   | Iscritti                   | Iscritti                   | 29 878                   | 100,00                   |
| ↳ Votanti (% su iscritti)  | ↳ Votanti (% su iscritti)  | ↳ Votanti (% su iscritti)  | 16 198                   | 54,21                    |
| ↳ Astenuti (% su iscritti) | ↳ Astenuti (% su iscritti) | ↳ Astenuti (% su iscritti) | 13 680                   | 45,79                    |

### XVIII legislatura
Le votazioni si svolsero in 508 collegi uninominali a doppio turno. Come previsto dalla legge elettorale politica del 28 giugno 1892, era eletto al primo turno il candidato che «ha ottenuto un numero di voti maggiore del sesto del numero totale degli elettori iscritti nella lista del collegio e più della metà dei suffragi dati dai votanti» escludendo le schede nulle (art. 74). Se nessun candidato era eletto, al ballottaggio tra i due candidati con più voti (art. 75) era eletto chi otteneva il maggior numero di voti oppure, in caso di ugual numero di voti, il maggiore d'età (art. 77).
Fu eletto Roberto Rampoldi.
| Partito                            | Partito                            | Candidato                          | Risultati 6 novembre 1892 | Risultati 6 novembre 1892 |
| Partito                            | Partito                            | Candidato                          | Voti                      | %                         |
| ---------------------------------- | ---------------------------------- | ---------------------------------- | ------------------------- | ------------------------- |
|                                    | Radicali                           | Roberto Rampoldi                   | 2 298                     | 58,07                     |
|                                    | Moderati                           | Carlo Magenta                      | 1 659                     | 41,93                     |
|                                    |                                    |                                    |                           |                           |
| Iscritti                           | Iscritti                           | Iscritti                           | 5 904                     | 100,00                    |
| ↳ Votanti (% su iscritti)          | ↳ Votanti (% su iscritti)          | ↳ Votanti (% su iscritti)          | 4 078                     | 69,07                     |
| ↳ Voti validi (% su votanti)       | ↳ Voti validi (% su votanti)       | ↳ Voti validi (% su votanti)       | 3 957                     | 97,03                     |
| ↳ Schede non valide (% su votanti) | ↳ Schede non valide (% su votanti) | ↳ Schede non valide (% su votanti) | 121                       | 2,97                      |
| ↳ Astenuti (% su iscritti)         | ↳ Astenuti (% su iscritti)         | ↳ Astenuti (% su iscritti)         | 1 826                     | 30,93                     |

### XIX legislatura
Le votazioni si svolsero in 508 collegi uninominali a doppio turno con la normativa del 1892 (al primo turno un numero di voti maggiore di un sesto degli iscritti al voto).
Fu eletto Roberto Rampoldi. I voti ottenuti dal De Felice Giuffrida, non candidato, furono di protesta per il processo politico in corso contro di lui.
| Partito                            | Partito                            | Candidato                          | Risultati 26 maggio 1895 | Risultati 26 maggio 1895 |
| Partito                            | Partito                            | Candidato                          | Voti                     | %                        |
| ---------------------------------- | ---------------------------------- | ---------------------------------- | ------------------------ | ------------------------ |
|                                    | Radicali                           | Roberto Rampoldi                   | 2 713                    | 99,09                    |
|                                    | Socialisti                         | Giuseppe De Felice Giuffrida       | 25                       | 0,91                     |
|                                    |                                    |                                    |                          |                          |
| Iscritti                           | Iscritti                           | Iscritti                           | 5 895                    | 100,00                   |
| ↳ Votanti (% su iscritti)          | ↳ Votanti (% su iscritti)          | ↳ Votanti (% su iscritti)          | 4 078                    | 69,18                    |
| ↳ Voti validi (% su votanti)       | ↳ Voti validi (% su votanti)       | ↳ Voti validi (% su votanti)       | 2 738                    | 67,14                    |
| ↳ Schede non valide (% su votanti) | ↳ Schede non valide (% su votanti) | ↳ Schede non valide (% su votanti) | 1 340                    | 32,86                    |
| ↳ Astenuti (% su iscritti)         | ↳ Astenuti (% su iscritti)         | ↳ Astenuti (% su iscritti)         | 1 817                    | 30,82                    |

### XX legislatura
Le votazioni si svolsero in 508 collegi uninominali a doppio turno con la normativa del 1892 (al primo turno un numero di voti maggiore di un sesto degli iscritti al voto).
Fu eletto Roberto Rampoldi.
| Partito                            | Partito                            | Candidato                          | Risultati 21 maggio 1897 | Risultati 21 maggio 1897 |
| Partito                            | Partito                            | Candidato                          | Voti                     | %                        |
| ---------------------------------- | ---------------------------------- | ---------------------------------- | ------------------------ | ------------------------ |
|                                    | Radicali                           | Roberto Rampoldi                   | 2 136                    | 71,94                    |
|                                    | Moderati                           | Angelo Lanzoni                     | 486                      | 16,37                    |
|                                    | Partito Socialista Italiano        | Emilio Caldara                     | 347                      | 11,69                    |
|                                    |                                    |                                    |                          |                          |
| Iscritti                           | Iscritti                           | Iscritti                           | 5 757                    | 100,00                   |
| ↳ Votanti (% su iscritti)          | ↳ Votanti (% su iscritti)          | ↳ Votanti (% su iscritti)          | 3 041                    | 52,82                    |
| ↳ Voti validi (% su votanti)       | ↳ Voti validi (% su votanti)       | ↳ Voti validi (% su votanti)       | 2 969                    | 97,63                    |
| ↳ Schede non valide (% su votanti) | ↳ Schede non valide (% su votanti) | ↳ Schede non valide (% su votanti) | 72                       | 2,37                     |
| ↳ Astenuti (% su iscritti)         | ↳ Astenuti (% su iscritti)         | ↳ Astenuti (% su iscritti)         | 2 716                    | 47,18                    |

### XXI legislatura
Le votazioni si svolsero in 508 collegi uninominali a doppio turno con la normativa del 1892 (al primo turno un numero di voti maggiore di un sesto degli iscritti al voto).
Fu eletto Roberto Rampoldi, unico candidato.
| Partito                            | Partito                            | Candidato                          | Risultati 3 giugno 1900 | Risultati 3 giugno 1900 |
| Partito                            | Partito                            | Candidato                          | Voti                    | %                       |
| ---------------------------------- | ---------------------------------- | ---------------------------------- | ----------------------- | ----------------------- |
|                                    | Radicali                           | Roberto Rampoldi                   | 2 169                   | 100,00                  |
|                                    |                                    |                                    |                         |                         |
| Iscritti                           | Iscritti                           | Iscritti                           | 5 481                   | 100,00                  |
| ↳ Votanti (% su iscritti)          | ↳ Votanti (% su iscritti)          | ↳ Votanti (% su iscritti)          | 2 266                   | 41,34                   |
| ↳ Voti validi (% su votanti)       | ↳ Voti validi (% su votanti)       | ↳ Voti validi (% su votanti)       | 2 169                   | 95,72                   |
| ↳ Schede non valide (% su votanti) | ↳ Schede non valide (% su votanti) | ↳ Schede non valide (% su votanti) | 97                      | 4,28                    |
| ↳ Astenuti (% su iscritti)         | ↳ Astenuti (% su iscritti)         | ↳ Astenuti (% su iscritti)         | 3 215                   | 58,66                   |

### XXII legislatura
Le votazioni si svolsero in 508 collegi uninominali a doppio turno con la normativa del 1892 (al primo turno un numero di voti maggiore di un sesto degli iscritti al voto).
Fu eletto Roberto Rampoldi.

### XXIII legislatura
Le votazioni si svolsero in 508 collegi uninominali a doppio turno con la normativa del 1892 (al primo turno un numero di voti maggiore di un sesto degli iscritti al voto).
Fu eletto Roberto Rampoldi.
| Partito                            | Partito                            | Candidato                          | Risultati 7 marzo 1909 | Risultati 7 marzo 1909 |
| Partito                            | Partito                            | Candidato                          | Voti                   | %                      |
| ---------------------------------- | ---------------------------------- | ---------------------------------- | ---------------------- | ---------------------- |
|                                    | Radicali                           | Roberto Rampoldi                   | 2 405                  | 52,09                  |
|                                    | —                                  | Angelo Galbarini                   | 2 212                  | 47,91                  |
|                                    |                                    |                                    |                        |                        |
| Iscritti                           | Iscritti                           | Iscritti                           | 6 875                  | 100,00                 |
| ↳ Votanti (% su iscritti)          | ↳ Votanti (% su iscritti)          | ↳ Votanti (% su iscritti)          | 4 802                  | 69,85                  |
| ↳ Voti validi (% su votanti)       | ↳ Voti validi (% su votanti)       | ↳ Voti validi (% su votanti)       | 4 617                  | 96,15                  |
| ↳ Schede non valide (% su votanti) | ↳ Schede non valide (% su votanti) | ↳ Schede non valide (% su votanti) | 185                    | 3,85                   |
| ↳ Astenuti (% su iscritti)         | ↳ Astenuti (% su iscritti)         | ↳ Astenuti (% su iscritti)         | 2 073                  | 30,15                  |

### XXIV legislatura
Le votazioni si svolsero negli stessi 508 collegi uninominali già esistenti ma, come previsto dal regio decreto del 26 giugno 1913, era eletto al primo turno il candidato che «ha ottenuto un numero di voti maggiore del decimo del numero totale degli elettori del collegio e più della metà dei suffragi dati dai votanti» escludendo le schede nulle (art. 91). Se nessun candidato era eletto, al ballottaggio tra i due candidati con più voti (art. 92) era eletto chi otteneva il maggior numero di voti oppure, in caso di ugual numero di voti, il maggiore d'età (art. 93).
Fu eletto Roberto Rampoldi.
| Partito                            | Partito                            | Candidato                          | Risultati 26 ottobre 1913 | Risultati 26 ottobre 1913 |
| Partito                            | Partito                            | Candidato                          | Voti                      | %                         |
| ---------------------------------- | ---------------------------------- | ---------------------------------- | ------------------------- | ------------------------- |
|                                    | Radicali                           | Roberto Rampoldi                   | 4 444                     | 68,32                     |
|                                    | Partito Socialista Italiano        | Emilio Caldara                     | 2 061                     | 31,68                     |
|                                    |                                    |                                    |                           |                           |
| Iscritti                           | Iscritti                           | Iscritti                           | 17 842                    | 100,00                    |
| ↳ Votanti (% su iscritti)          | ↳ Votanti (% su iscritti)          | ↳ Votanti (% su iscritti)          | 6 646                     | 37,25                     |
| ↳ Voti validi (% su votanti)       | ↳ Voti validi (% su votanti)       | ↳ Voti validi (% su votanti)       | 6 505                     | 97,88                     |
| ↳ Schede non valide (% su votanti) | ↳ Schede non valide (% su votanti) | ↳ Schede non valide (% su votanti) | 141                       | 2,12                      |
| ↳ Astenuti (% su iscritti)         | ↳ Astenuti (% su iscritti)         | ↳ Astenuti (% su iscritti)         | 11 196                    | 62,75                     |

### XXV legislatura
Le votazioni si svolsero in 54 collegi di lista. Come previsto dal regio decreto del 2 settembre 1919, il numero di eletti per ogni lista era calcolato sulla base dei voti di lista e sul numero di voti dei candidati al di fuori della propria lista; la graduatoria tra i candidati era calcolata sommando i voti di lista e i propri voti di preferenza sia nella lista sia fuori dalla lista (art. 84).
| Partito                            | Partito                            | Risultati 16 novembre 1919 | Risultati 16 novembre 1919 | Risultati 16 novembre 1919 | Seggi | Seggi |
| Partito                            | Partito                            | Voti                       | %                          | ±                          | Num   | ±     |
| ---------------------------------- | ---------------------------------- | -------------------------- | -------------------------- | -------------------------- | ----- | ----- |
|                                    | Socialista ufficiale               | 62 129                     | 60,19                      | n.d.                       | 6     | n.d.  |
|                                    | Popolare italiano                  | 16 462                     | 15,95                      | n.d.                       | 1     | n.d.  |
|                                    | Partito liberale democratico       | 15 037                     | 14,57                      | n.d.                       | 1     | n.d.  |
|                                    | Blocco democratico                 | 9 589                      | 9,29                       | n.d.                       | 0     | n.d.  |
|                                    |                                    |                            |                            |                            |       |       |
| Iscritti                           | Iscritti                           | 166 102                    | 100,00                     |                            |       |       |
| ↳ Votanti (% su iscritti)          | ↳ Votanti (% su iscritti)          | 104 827                    | 63,11                      | n.d.                       |       |       |
| ↳ Voti validi (% su votanti)       | ↳ Voti validi (% su votanti)       | 103 217                    | 98,46                      |                            |       |       |
| ↳ Schede non valide (% su votanti) | ↳ Schede non valide (% su votanti) | 1 610                      | 1,54                       |                            |       |       |
| ↳ Astenuti (% su iscritti)         | ↳ Astenuti (% su iscritti)         | 61 275                     | 36,89                      |                            |       |       |

| Eletti | Eletti                 |
| ------ | ---------------------- |
|        | Luigi Montemartini     |
|        | Egisto Cagnoni         |
|        | Emilio Morini          |
|        | Giovanni Scagliotti    |
|        | Emilio Canevari        |
|        | Alessandro De Giovanni |
|        | Angelo Mauri           |
|        | Attilio Fontana        |

Poiché Angelo Mauri era stato eletto anche nel collegio di Milano per il quale optò, venne sostituito dal secondo più votato del Partito Popolare italiano, Giuseppe Scevola.